# Drop zone
Il termine drop-zone indica una zona di lancio in cui viene svolta attività di paracadutismo, sia esso di tipo civile che militare.
Queste zone, solitamente avio-superfici o aeroporti autorizzate da Enac (Ente Nazionale Aviazione Civile) vengono gestite da associazioni - società sportive.
In Italia ci sono una ventina di drop-zone, non tutte svolgono attività continuativa. Alcune di queste in collaborazione con la sezione di riferimento dell'Associazione Nazionale Paracadutisti d'Italia (ANPdI), effettua lanci con fune di vincolo, tecnicamente con paracadute ad ala vincolata, come previsto nell'attività militare.
La drop-zone è il punto di riferimento dei paracadutisti: allievi, paracadutisti amatoriali, competitori, istruttori e passeggeri tandem che si cimentano in questa attività per la prima volta come metodo propedeutico ad un corso di paracadutismo. Solitamente si compone di un "manifest", cioè la segreteria operativa che coordina le attività, controlla i documenti, la registrazione al lancio e il corretto svolgimento delle attività, l'area di ripiegamento, dove appunto, a lancio effettuato, vengono richiusi i paracadute utilizzati, la sala video, dove rivedere i lanci ripresi con telecamera posta sul casco e ovviamente l'area di atterraggio, molto ampia e sicura per assenza di ostacoli per un ampio perimetro.